# Littérature sapientiale dans le Proche-Orient ancien
 (décembre 2018).
Si vous disposez d'ouvrages ou d'articles de référence ou si vous connaissez des sites web de qualité traitant du thème abordé ici, merci de compléter l'article en donnant les références utiles à sa vérifiabilité et en les liant à la section « Notes et références ».
La littérature sapientale du Proche-Orient ancien désigne les textes de sagesse écrits par les Sumériens, dès les premiers temps de l'écriture, en vue de développer un idéal moral conforme à leur idéologie. Des préceptes moraux étaient aussi dispensés dans des ouvrages n'ayant pas uniquement une vocation moralisatrice, comme des récits épiques, ou des hymnes.
La réflexion sur la condition humaine se complexifia par la suite, notamment à l'époque médio-babylonienne (1595-1000 av. J.-C.), où furent produites plusieurs grandes œuvres de la littérature sapientiale mésopotamienne.

## Les premières « sagesses »
Dès le milieu du IIIe millénaire des textes renfermant des conseils sur la bonne attitude morale à adopter existent.
Le plus ancien texte de ce type semble être les Instructions de Shuruppak, conseils de Shuruppak à son fils Ziusudra (le héros de la version sumérienne du Déluge), dont les premières versions connues viennent d'Abu Salabikh et Adab (milieu du IIIe millénaire), en sumérien au départ puis traduit en akkadien au IIe millénaire. Ce texte est divisé en trois sections et porte sur divers aspects de la vie quotidienne : ne pas voler, se méfier des esclaves, ne pas fréquenter les gens de mauvaise mœurs, faire confiance à sa famille, etc. Certains passages du texte sont présentés sous la forme de proverbes dont il est aujourd'hui difficile de saisir le sens.
D'autres textes de cette période renferment des préceptes moraux, comme par exemple l'hymne à la déesse Nanshe. Il faut y ajouter des recueils de proverbes, de devinettes, et même des fables mettant en scène des animaux, qui donnent également des leçons de vie.
L'Homme et son dieu, texte en cinq tablettes retrouvé à Nippur pour l'époque paléo-babylonienne, mais dont la rédaction est peut-être plus ancienne, présente une personne qui a accumulé de nombreux malheurs et cherche à retrouver les grâces de son dieu personnel par des suppliques. Celui-ci finit par l'entendre et à accéder à sa volonté, et l'homme redevient prospère. Jamais dans ce texte l'homme ne doute de son dieu, et il ne proteste pas contre son sort mais cherche à l'améliorer par une attitude faite pour plaire à celui-ci.

## Les textes sapientiaux de la période médio-babylonienne
Les temples de la fin du IIe millénaire ont été le cadre de production de littérature sapientiale d'une nouvelle dimension, en s'interrogeant sur la raison des malheurs frappant les justes. Trois textes de cette période sont caractéristiques de cela :
- Le Monologue du juste souffrant, intitulé en akkadien ludlul bēl nēmeqi (du nom de son incipit, qui signifiait « Je loue le seigneur très sage ») est la supplique d'un homme qui, issu d'une noble famille babylonienne, est tombé en disgrâce aux yeux du roi malgré une attitude irréprochable. Il se tourne vers le dieu Marduk, lui exprimant son incompréhension avant de lui adresser ses prières pour rétablir sa situation. Après un certain temps, le dieu vient au secours de l'homme pieux qui voit sa situation personnelle s'améliorer.
- La Théodicée babylonienne est un discours entre deux protagonistes. Le premier est une nouvelle fois un homme accablé par les malheurs qui lui arrivent et qui finit par douter que les dieux soient justes ; le second un de ses amis qui cherche à le raisonner. Ils en arrivent à la conclusion que les volontés divines sont incompréhensibles aux mortels et que l'injustice fait partie de celles-ci au même titre que la justice.
- Le Dialogue du pessimisme présente un aspect satirique. Il s'agit de la conversation d'un homme libre et de son esclave. Le maître, désœuvré, cherche quelque chose pour l'occuper. Mais à chaque fois qu'il en arrive à prendre une décision, il se rétracte en voyant ses désavantages. Son esclave approuve chacune de ces décisions et leur contraire. Dépité, incapable de savoir quoi faire, le maître choisit de tuer son serviteur, mais celui-ci lui rétorque qu'il ne devrait pas car sinon il ne lui survivrait pas vu qu'il ne sait pas survivre seul. Cette œuvre est une sorte de farce portant des préceptes moraux, qui est par bien des aspects obscure. Bien qu'elle remette en cause plusieurs aspects de la société (le roi, le mariage, le culte rendu aux dieux), elle en revient à la même conclusion que les autres textes sapientiaux : les dieux sont incompréhensibles pour les humains.

Ces textes témoignent donc d'une réflexion sur les relations entre les hommes et les dieux plus poussée que précédemment, mais ils n'ont pas pour autant une portée subversive, et ne remettent pas en cause l'idéologie mésopotamienne. Ils auront leur place parmi les plus grandes œuvres de la littérature de cette civilisation aux périodes suivantes.
La littérature de cette période a également accouché d'un texte de conseils, les Conseils de sagesses, qui s'apparente aux Instructions de Shuruppak. Ce texte conservé par des exemplaires du Ier millénaire semble avoir été composé sous les Kassites.
Des parallèles des textes sur le thème du « juste souffrant » se retrouvent à la même époque dans la littérature d'Ugarit, en Syrie.

## Les sagesses auIermillénaire
Les principaux textes sapientiaux du IIe millénaire sont connus par des versions de la première moitié du Ier millénaire, retrouvées avant tout dans les bibliothèques royales d'Assyrie. La production propre à cette période semble cependant limitée. On peut mentionner les Conseils à un prince, texte présenté comme un ensemble de présages adressé à un futur roi, sous la forme protase/apodose, dans le but de lui faire respecter les libertés des cités saintes du sud mésopotamien.
Le principal texte de sagesse du Ier millénaire proche-oriental est l'Histoire d’Ahiqar, rédigé en araméen, au plus tôt vers les VIIe – VIe siècles. Cette œuvre présente une évidente filiation avec la littérature sapientiale mésopotamienne. Elle raconte l'histoire d'Ahiqar, chancelier du roi assyrien Assarhaddon, qui connaît la disgrâce puis le retour auprès du roi après avoir aidé celui-ci à vaincre le Pharaon égyptien dans un jeu d'énigmes. Le récit est ponctué de nombreux proverbes, qu'Ahiqar dispense à son neveu, artisan de sa disgrâce. L’Histoire d'Ahiqar a connu un grand succès et a été très diffusée.